# 村上春太郎
村上 春太郎（むらかみ はるたろう、明治5年（1872年）1月2日 - 昭和22年（1947年）6月10日）は日本の天文学者、物理学者。
愛媛県越智郡東伯方村大字有津の庄屋、村上重吉の長男として生まれる。独学で数学、物理学、化学の高等教員資格検定を合格、教授免状を取得する。
同志社理科学校で教え、明治36年（1903年）9月に第七高等学校造士館に赴任し、物理学教授として教鞭を振るう傍ら、赤道儀を設置した望遠鏡を備えた天文台を建設。啓蒙書「天文学一夕話（島津源蔵、明治35年）」、「天文と地象（恒星社厚生閣、1944、1949）」および旧制高校の教科書「物理学原論」を著した。
大英百科事典の第11版と第12版のAからZまでの全頁を読破、記憶していたという。
一方、月の運行について研究を行い、「月の運行摂動論」2巻を著した。戦災により原稿を焼失したが記憶により再現した。大正12年、英国物理学の大家オリバー・ロッジとも交流があった。
月のクレーターに彼の名に因む「ムラカミ」がある。
天文学者の村上忠敬広島大学名誉教授は三男。